# Hyparrhenia hirta
Hyparrhenia hirta — вид рослин родини тонконогові (Poaceae).

## Опис
Стебла 50–90(125) см, часто розгалужені, голі. Листові пластини 5–25(35) x 0,1–0,2 см. Волоть 10–25(30) см. Колоски 4–6 мм. Зернівки ≈ 2,4 × 0.6 мм. Цвіте протягом року.

## Поширення
Африка: Алжир; Єгипет; Лівія; Марокко; Туніс; Кабо-Верде; Еритрея; Ефіопія; Сомалі; Судан; Кенія; Танзанія; Уганда; Камерун; Нігер Ангола; Замбія; Ботсвана; Лесото; Намібія; Південна Африка; Свазіленд. Азія: Оман; Саудівська Аравія; Ємен; Афганістан; Кіпр; Іран; Ірак; Ізраїль; Йорданія; Ліван; Сирія; Туреччина; Індія [пн.зх.]; Пакистан. Європа: Албанія; Хорватія; Греція [вкл. Крит]; Італія [вкл. Сардинія, Сицилія]; Франція [вкл. Корсика]; Португалія [вкл. Мадейра]; Іспанія [вкл. Балеарські острови, Канарські острови]. Натуралізований в деяких інших країнах. Росте на схилах, сухих ровах і ерозійному або кам'янистому ґрунті.

### Галерея

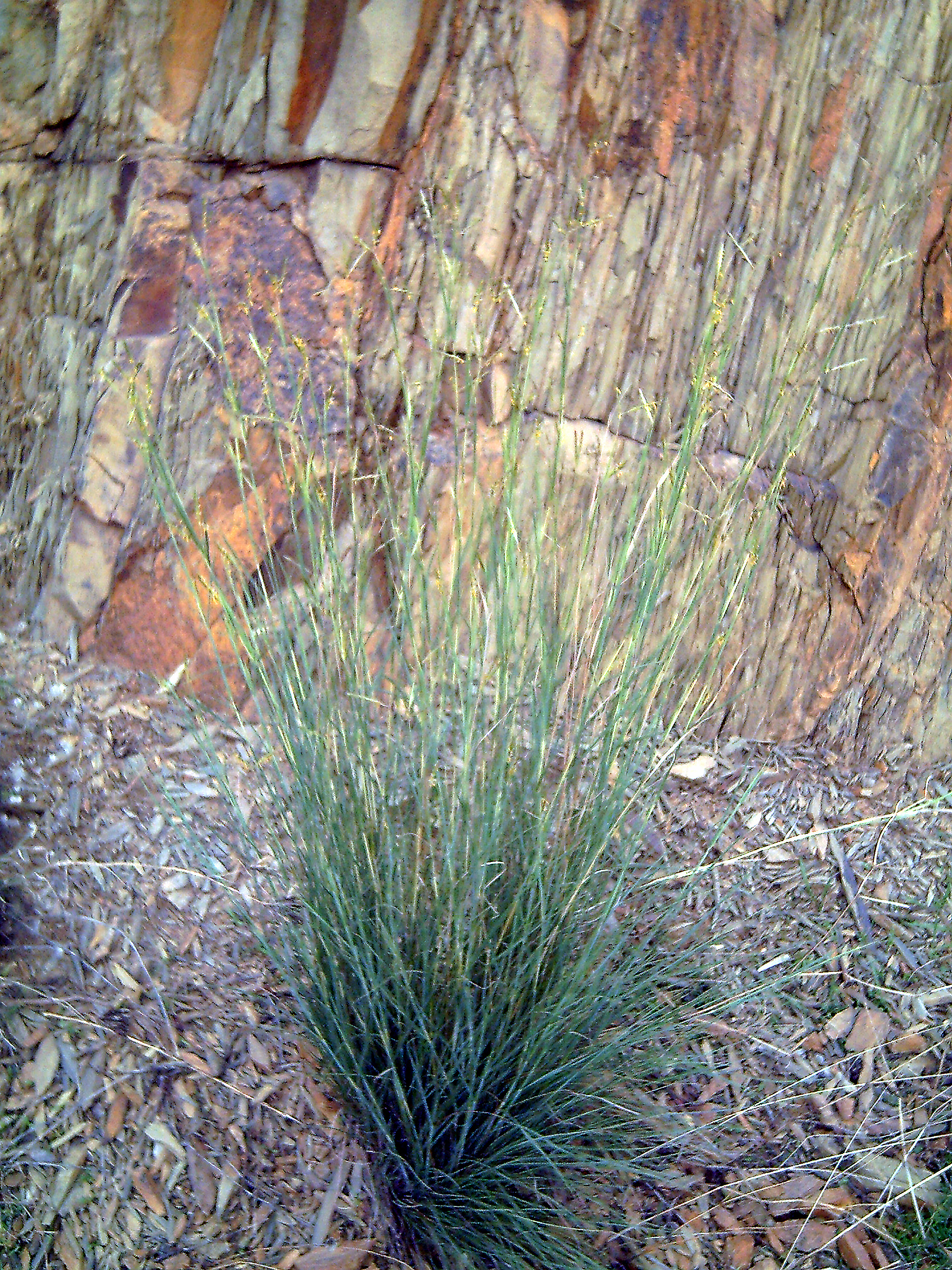
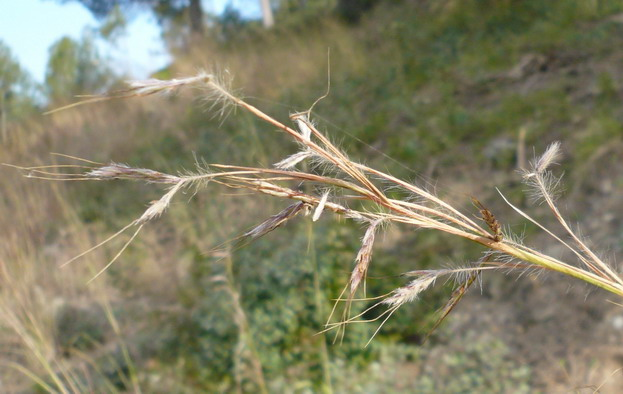